# Здание Александровского подворья (Москва)
Здание Александровского подворья — палаты конца XVII века в Москве, построенные для подворья Успенского монастыря Александровой слободы и Флорищевой пустыни. Находится в центре города (Староваганьковский переулок, 23). Здание имеет статус объекта культурного наследия федерального значения.

## История
Палаты в Староваганьковском переулке были построены в XVII века. С 1679 года в них размещались подворья Успенского монастыря Александровой слободы и Флорищевой пустыни. Помещения сдавались в наём. В 1890-х годах там жил историк Москвы Алексей Александрович Мартынов. В 1978 году проводились реставрационные работы (реставраторы И. И. Казакевич и В. В. Путятина). В настоящее время в здании находятся офисы.

## Архитектура
Здание каменное, двухэтажное. Включает две разновеликие палаты, разделённые сенями, что характерно для жилых построек того времени. Оригинальные сводчатые перекрытия сохранились на первом этаже и в подвале. Парадный вход расположен с южной стороны, со двора. Крыльцо не сохранилось, о его существовании сейчас напоминает дверной проём на втором этаже, куда вела наружная лестница. После реставрации 1970-х годов были восстановлены профилированные междуэтажные тяги и карнизы, наличники, решётки на окнах, а также высокая четырёхскатная крыша с чердачными выступами.